# Crambus racabellus
Crambus racabellus là một loài bướm đêm trong họ Crambidae.